# Nguyễn Đức Trung (tướng nhà Lê sơ)
Nguyễn Đức Trung (阮德忠, 1404 - 1477) là một công thần nhà Lê sơ trong lịch sử Việt Nam, người làng Gia Miêu, huyện Tống Sơn, Thanh Hóa, Việt Nam. Đồng thời ông là ngoại công của vua Lê Hiến Tông.

## Cuộc đời và sự nghiệp
Nguyễn Đức Trung là con của công thần khai quốc nhà Lê sơ Nguyễn Công Duẩn(阮公允). Ông nối chí cha làm quan từ đầu thời nhà Lê. Thời Lê Nhân Tông, ông giữ chức Điện tiền chỉ huy sứ.
Tháng 10, năm 1459, anh Nhân Tông là Lạng Sơn vương Lê Nghi Dân tước đoạt hoàng vị, giết chết Hoàng đế và Thái hậu và tự lập lên ngôi, đặt niên hiệu Thiên Hưng (天興). Sau 8 tháng làm vua, Nghi Dân tin dùng bọn gian nịnh, giết hại bề tôi cũ, pháp chế của tổ tông đổi thay hết thảy, người oán trời giận.
Ngày 6 tháng 6, năm 1460, ông cùng các đại thần là Khai phủ nghi đồng tam ty nhập nội kiểm hiệu thái phó bình chương quân quốc trọng sự Á quận hầu Nguyễn Xí, Đinh Liệt, Nhập nội kiểm hiệu bình chương quân quốc trọng sự Á thượng hầu Lê Lăng, Tư mã tham dự triều chính Đình thượng hầu Lê Niệm, Tổng tri ngự tiền hậu quân Á hầu Lê Nhân Thuận, Tổng tri ngự tiền trung quân Quan nội hầu Lê Nhân Khoái, Tổng tri ngự tiền thiện trạo doanh quân Quan phục hầu Trịnh Văn Sái, Thiêm tri Bắc đạo quân dân bạ tịch Trịnh Đạc, Thiết đột tả quân đại đội trưởng Nguyễn Yên, Nhập nội đại hành khiển Lê Vĩnh Trường, Điện tiền ty chỉ huy Lê Yên, Lê Giải phát động binh biến, chém bầy tôi thân cận của Nghi Dân là Phạm Đồn, Phan Ban ở nghị sự đường, nắm lấy cấm binh, đóng chặt cửa thành, sai Lê Ninh Thuận bắt vây cánh và phế Thiên Hưng làm Lệ Đức hầu (厲德侯), rước con út của Thái Tông Văn hoàng đế là Gia vương Lê Tư Thành lên ngôi, tức là hoàng đế Lê Thánh Tông.
Tháng 10 năm 1460, Tổng đốc Nguyễn Xí, Đông đốc Đinh Liệt tâu trình tên họ các quan trong các phiên, các quan ngự doanh và những người trước sau xướng nghĩa chém bọn nghịch thần Đồn, Ban. Nguyễn Đức Trung được xướng nghĩa cùng với 49 người khác, công hàng thứ 2.
Năm 1461, ngày mồng 1 tháng 8, con gái thứ hai của Nguyễn Đức Trung năm trước đó được tuyển vào làm Sung nghi ở cung Vĩnh Ninh sinh Hoàng trưởng tử Tranh (sau gọi là Hiến Tông).
Năm 1467, Nguyễn Đức Trung lúc đó giữ chức Nam quân phủ đô đốc đồng tri được vua Lê Thánh Tông sai mang quân đi dẹp loạn ở vùng An Bang (Quảng Ninh), lại dụ cho Nguyễn Đức Trung tạm làm Trấn thủ An Bang.
Năm 1471, ông theo Lê Thánh Tông cầm quân bộ đi đánh Chiêm Thành, thắng lớn, mở rộng đất đai phía nam nước Đại Việt. Khi trở về ông được phong chức Thái uý, tước hiệu Trịnh quốc công (貞國公), làm Đô ty thừa tuyên Quảng Nam.
Năm 1472, vì tuổi già sức yếu, ông xin cáo lão về nghỉ.
Tháng 8 âm lịch năm 1477, ông mất, thọ 73 tuổi. Mộ táng ở quê nhà.

## Gia đình

### Cha mẹ, anh em
- Cha của ông là Nguyễn Công Duẩn (cháu đời thứ 18 của Định Quốc Công Nguyễn Bặc). Nguyễn Công Duẩn được coi việc quân dân ở huyện Tống Giang, và xin đổi huyện Tống Giang thành huyện Tống Sơn, thôn Gia Hưng thành Gia Miêu Ngoại Trang. Nguyễn Công Duẩn cùng anh là Nguyễn Dã được phong Bình Ngô khai quốc công thần, ban quốc tính thời Lê sơ.

#### Em
- Nguyễn Nhân Chính
- Nguyễn Như Hiếu
- Nguyễn Như Trác, sinh Nguyễn Văn Lưu, Nguyễn Văn Lưu sinh Nguyễn Kim, Nguyễn Kim sinh Nguyễn Hoàng.
- Nguyễn Văn Lỗ, sinh Nguyễn Văn Lang, Nguyễn Văn Lang sinh Nguyễn Hoằng Dụ
- Nguyễn Văn Lễ
- Nguyễn Bá Cao

#### Con cháu
- Con gái thứ hai của ông là Huy Gia hoàng hậu (Trường Lạc hoàng hậu) Nguyễn Thị Hằng (阮氏恒), cũng lại chép là Hằng (晅) hoặc Huyên (萱), vợ của hoàng đế Lê Thánh Tông, người sinh ra vua Lê Hiến Tông.
- Cháu gọi bằng bác là Nguyễn Văn Lang, tướng lĩnh, quyền thần, thời vua Lê Uy Mục, Lê Tương Dực.
- Cháu gọi bằng bác là Nguyễn Văn Lưu sinh con là Nguyễn Kim, người được coi là ông tổ của các chúa Nguyễn.
- Con trai: Hằng Quận công Nguyễn Hữu Vĩnh, Nguyễn Hữu Quảng, Nguyễn Hữu Độ, Nguyễn Hữu Chiêu (Chiểu), Nguyễn Hữu Hòa và Nguyễn Hữu Hộ.

| STT | Tước vị        | Tên              | Năm sinh | Mẹ | Ghi chú |
| --- | -------------- | ---------------- | -------- | -- | --- |
| 1   |                | Nguyễn Hữu Quảng |          |    | |
| 2   | Hằng Quận công | Nguyễn Hữu Vĩnh  |          |    | Ông có 6 con trai và 2 gái : Nguyễn Hữu Kinh (Như Kinh) Phò Mã Đô Úy An Phúc Hầu, tặng phong Gia quận công lấy công chúa Thọ Mai, Nguyễn Hữu Dực (Rực) húy Mục Trinh, Nguyễn Hữu Diễu tự Đàm, Minh Đạt hay Cháng Danh, Nguyễn Hữu Dịch (theo An Thành Hầu Nguyễn Kim vào Nam đầu thế kỷ 16), Nguyễn Hữu Ký tự Ký, Phú Hòa Hầu, Hữu Đạt tự Thích, Tùng Nhơn Hầu theo anh Dịch vào Nam, Nguyễn Thị Sửu, Nguyễn Thị Hồ. |
| 3   |                | Nguyễn Hữu Chiêu |          |    | |
| 4   |                | Nguyễn Hữu Nghị  |          |    | |
| 5   |                | Nguyễn Hữu Hòa   |          |    | |
| 6   |                | Nguyễn Hữu Độ    |          |    | |

| STT | Tước vị              | Tên              | Năm sinh  | Mẹ | Ghi chú                                                                   |
| --- | -------------------- | ---------------- | --------- | -- | ------------------------------------------------------------------------- |
| 1   | Trường Lạc Hoàng Hậu | Nguyễn Thị Hằng  | 1441-1505 |    | Bà là chính thất của vua Lê Thánh Tông, là sinh mẫu của vua Lê Hiến Tông. |
| 2   |                      | Nguyễn Thị Liên  |           |    |                                                                           |
| 3   |                      | Nguyễn Thị Du    |           |    |                                                                           |
| 4   |                      | Nguyễn Thị Diên  |           |    |                                                                           |
| 5   |                      | Nguyễn Thị Tú    |           |    |                                                                           |
| 6   |                      | Nguyễn Thị Dịch  |           |    |                                                                           |
| 7   |                      | Nguyễn Thị Túc   |           |    |                                                                           |
| 8   |                      | Nguyễn Thị Đường |           |    |                                                                           |